# Shunzo Ono
Shunzo Ono (大野 俊三 Ono Shunzo?,  nacido el 29 de marzo de 1965 en Chiba) es un exfutbolista japonés. Jugaba de defensa y su último club fue el Kyoto Purple Sanga de Japón.

## Trayectoria

### Clubes
| Club               | País  | Año         |
| ------------------ | ----- | ----------- |
| Kashima Antlers    | Japón | 1983 - 1995 |
| Kyoto Purple Sanga | Japón | 1996        |

## Palmarés

### Distinciones individuales
| Distinción        | Año  |
| ----------------- | ---- |
| J. League Best XI | 1993 |